# Shahabad (Rampur)
Shahabad es un pueblo y nagar Panchayat situado en el distrito de Rampur en el estado de Uttar Pradesh (India). Su población es de 38276 habitantes (2011). 

## Demografía
Según el censo de 2011 la población de Shahabad era de 38276 habitantes, de los cuales 19941 eran hombres y 18335 eran mujeres. Shahabad tiene una tasa media de alfabetización del 42,66%, inferior a la media estatal del 67,68%: la alfabetización masculina es del 48,52%, y la alfabetización femenina del 36,24%.